# 杰拉拉里奥
杰拉拉里奥（義大利語：Gera Lario），是意大利科莫省的一个市镇。总面积6平方公里，人口955人，人口密度159.2人/平方公里（2009年）。ISTAT代码为013107。